# 美国驻阿富汗大使馆
美国驻阿富汗大使馆（Embassy of the United States of America in Kabul）是美国駐扎在阿富汗伊斯兰共和国的外交代表機構。大使馆曾位于阿富汗首都喀布尔的瓦齐尔-阿克巴尔汗街区的大马苏德路上，其建造成本近8亿美元。2021年8月15日，由於塔利班攻入喀布尔，大使館负责人罗斯·威尔逊逃离了大使馆，工作人员将大使馆迁至位於哈米德·卡尔扎伊国际机场的临时设施 。8月15日晚，原使馆大楼正式关闭。2021年8月30日，美軍與罗斯·威尔逊撤出阿富汗。